# Pirates of the Caribbean: Dead Man's Chest (soundtrack)
Pirates of the Caribbean: Dead Man's Chest is de officiële soundtrack van de gelijknamige film. De muziek is gecomponeerd door Hans Zimmer (die ook al voor de muziek van de eerste film werd benaderd, maar toen het aanbod moest afslaan), en uitgebracht door Walt Disney Records.
Thema's van het vorige deel, Curse of the Black Pearl, keren terug, maar met mate. The Medallion Calls is terug te horen in I've Got My Eye On You, het begin van Fog Bound is terug te vinden in Jack Sparrow, maar is ook verder zo nu en dan te horen, He's a Pirate is gedeeltelijk terug te horen in Wheel Of Fortune.
DJ Tiësto heeft de titelsong van Klaus Badelt van de vorige Pirates of the Caribbean gemixt en dit nummer wordt geïntroduceerd op het album van de film.
Het album bevat verder een hoop nieuwe elementen. Zo wordt er geëxperimenteerd met een pijporgel, muziekdoos en elektronische beats. Er lijken ook elektrische gitaren te zijn gebruikt voor de muziek, maar Zimmer ontkent dit.

## Nummers
1. Jack Sparrow (6:06)
2. The Kraken (6:55)
3. Davy Jones (3:15)
4. I've Got My Eye On You (2:25)
5. Dinner Is Served (1:30)
6. Tia Dalma (3:57)
7. Two Hornpipes (Tortuga) (1:14)
8. A Family Affair (3:34)
9. Wheel of Fortune (6:45)
10. You Look Good Jack (5:34)
11. Hello Beastie (10:15)
12. He's a Pirate [Tiësto Remix] (7:02)

## Bonusnummers
1. He's A Pirate (Tiësto Remix) – 7:02
2. He's A Pirate (Pete n Red's Jolly Roger Radio Edit)* - 3:44
3. He's A Pirate (Chris Joss Ship Ahoy Tribal Mix)* - 4:46
4. He's A Pirate (Tiësto Radio Edit)** - 4:10
5. He's A Pirate (Tiësto Orchestral Mix)** - 7:04

* Alleen op de Best Buy Exclusive (Walt Disney Records 61593-7)
** Alleen op de tweede cd van de Japanese Exclusive (Avex Group AVCW 12505-6/B)

## Opnames
- Orkest:  Sony Scoring Stage en Todd AO Scoring Stage, afgemixt Remote Control Productions in Los Angeles
- Koor: Metro Voices en Choir Of The King's Consort - Abbey Road Studios en Air Lyndhurst Studios in Londen

## Credits
- Componist: Hans "Long John" Zimmer
- Score Overproduced by Hans "Long John" Zimmer and Bob "Cut 'Em Up" Badami
- Uitvoerend producent voor het album: : Jerry Bruckheimer and Gore Verbinski
- Music Supervisor: Bob "Cut 'Em Up" Badami
- Music Creative/Marketing for the Buena Vista Motion Pictures Group: Glen Lajeski
- Regisseur voor de soundtrack: Desirée "Pillage" Craig-Ramos

- Extra muziek door:
  - Lorne "Shiver Me Timbers" Balfe
  - Tom "Chum Bucket" Gire
  - Nick "The Admiral" Glennie-Smith
  - Henry "Jolly Swordfish" Jackman
  - Trevor "Scurvy Dog" Morris
  - John "Red Beard" Sponsler
  - Geoff "Broadside" Zanelli

## Hitnoteringen

### NederlandseAlbum Top 100
| Hitnotering: (Week 1 t/m 7) 15-07-2006 t/m 26-08-2006 Hitnotering (Week 8) 09-09-2006 | Hitnotering: (Week 1 t/m 7) 15-07-2006 t/m 26-08-2006 Hitnotering (Week 8) 09-09-2006 | Hitnotering: (Week 1 t/m 7) 15-07-2006 t/m 26-08-2006 Hitnotering (Week 8) 09-09-2006 | Hitnotering: (Week 1 t/m 7) 15-07-2006 t/m 26-08-2006 Hitnotering (Week 8) 09-09-2006 | Hitnotering: (Week 1 t/m 7) 15-07-2006 t/m 26-08-2006 Hitnotering (Week 8) 09-09-2006 | Hitnotering: (Week 1 t/m 7) 15-07-2006 t/m 26-08-2006 Hitnotering (Week 8) 09-09-2006 | Hitnotering: (Week 1 t/m 7) 15-07-2006 t/m 26-08-2006 Hitnotering (Week 8) 09-09-2006 | Hitnotering: (Week 1 t/m 7) 15-07-2006 t/m 26-08-2006 Hitnotering (Week 8) 09-09-2006 | Hitnotering: (Week 1 t/m 7) 15-07-2006 t/m 26-08-2006 Hitnotering (Week 8) 09-09-2006 | Hitnotering: (Week 1 t/m 7) 15-07-2006 t/m 26-08-2006 Hitnotering (Week 8) 09-09-2006 | Hitnotering: (Week 1 t/m 7) 15-07-2006 t/m 26-08-2006 Hitnotering (Week 8) 09-09-2006 | Hitnotering: (Week 1 t/m 7) 15-07-2006 t/m 26-08-2006 Hitnotering (Week 8) 09-09-2006 |
| Week:                                                                                 | 1                                                                                     | 2                                                                                     | 3                                                                                     | 4                                                                                     | 5                                                                                     | 6                                                                                     | 7                                                                                     |                                                                                       | 8                                                                                     |                                                                                       |                                                                                       |
| ------------------------------------------------------------------------------------- | ------------------------------------------------------------------------------------- | ------------------------------------------------------------------------------------- | ------------------------------------------------------------------------------------- | ------------------------------------------------------------------------------------- | ------------------------------------------------------------------------------------- | ------------------------------------------------------------------------------------- | ------------------------------------------------------------------------------------- | ------------------------------------------------------------------------------------- | ------------------------------------------------------------------------------------- | ------------------------------------------------------------------------------------- | ------------------------------------------------------------------------------------- |
| Positie:                                                                              | 80                                                                                    | 53                                                                                    | 69                                                                                    | 66                                                                                    | 57                                                                                    | 67                                                                                    | 96                                                                                    | uit                                                                                   | 80                                                                                    | uit                                                                                   |                                                                                       |

### VlaamseUltratop 100Albums
| Hitnotering: 22-07-2006 t/m 14-10-2006 | Hitnotering: 22-07-2006 t/m 14-10-2006 | Hitnotering: 22-07-2006 t/m 14-10-2006 | Hitnotering: 22-07-2006 t/m 14-10-2006 | Hitnotering: 22-07-2006 t/m 14-10-2006 | Hitnotering: 22-07-2006 t/m 14-10-2006 | Hitnotering: 22-07-2006 t/m 14-10-2006 | Hitnotering: 22-07-2006 t/m 14-10-2006 | Hitnotering: 22-07-2006 t/m 14-10-2006 | Hitnotering: 22-07-2006 t/m 14-10-2006 | Hitnotering: 22-07-2006 t/m 14-10-2006 | Hitnotering: 22-07-2006 t/m 14-10-2006 | Hitnotering: 22-07-2006 t/m 14-10-2006 | Hitnotering: 22-07-2006 t/m 14-10-2006 | Hitnotering: 22-07-2006 t/m 14-10-2006 |
| Week:                                  | 1                                      | 2                                      | 3                                      | 4                                      | 5                                      | 6                                      | 7                                      | 8                                      | 9                                      | 10                                     | 11                                     | 12                                     | 13                                     |                                        |
| -------------------------------------- | -------------------------------------- | -------------------------------------- | -------------------------------------- | -------------------------------------- | -------------------------------------- | -------------------------------------- | -------------------------------------- | -------------------------------------- | -------------------------------------- | -------------------------------------- | -------------------------------------- | -------------------------------------- | -------------------------------------- | -------------------------------------- |
| Positie:                               | 73                                     | 79                                     | 61                                     | 46                                     | 41                                     | 37                                     | 54                                     | 70                                     | 55                                     | 53                                     | 60                                     | 74                                     | 86                                     | uit                                    |

### NPO Klassiek Filmmuziek Top 200
| Als Pirates of the Caribbean in de NPO Klassiek Filmmuziek Top 200 | Als Pirates of the Caribbean in de NPO Klassiek Filmmuziek Top 200 | Als Pirates of the Caribbean in de NPO Klassiek Filmmuziek Top 200 | Als Pirates of the Caribbean in de NPO Klassiek Filmmuziek Top 200 | Als Pirates of the Caribbean in de NPO Klassiek Filmmuziek Top 200 | Als Pirates of the Caribbean in de NPO Klassiek Filmmuziek Top 200 | Als Pirates of the Caribbean in de NPO Klassiek Filmmuziek Top 200 | Als Pirates of the Caribbean in de NPO Klassiek Filmmuziek Top 200 | Als Pirates of the Caribbean in de NPO Klassiek Filmmuziek Top 200 | Als Pirates of the Caribbean in de NPO Klassiek Filmmuziek Top 200 | Als Pirates of the Caribbean in de NPO Klassiek Filmmuziek Top 200 |
| Jaar                                                               | 2016                                                               | 2017                                                               | 2018                                                               | 2019                                                               | 2020                                                               | 2021                                                               | 2022                                                               | 2023                                                               | 2024                                                               | 2025                                                               |
| ------------------------------------------------------------------ | ------------------------------------------------------------------ | ------------------------------------------------------------------ | ------------------------------------------------------------------ | ------------------------------------------------------------------ | ------------------------------------------------------------------ | ------------------------------------------------------------------ | ------------------------------------------------------------------ | ------------------------------------------------------------------ | ------------------------------------------------------------------ | ------------------------------------------------------------------ |
| Positie                                                            | 21                                                                 | 23                                                                 | 10                                                                 | 8                                                                  | 5                                                                  | 3                                                                  | 6                                                                  | 6                                                                  | 6                                                                  | 4                                                                  |

## Prijzen en nominaties
| Jaar | Prijs        | Categorie                                                                        | Genomineerde(n) | Uitslag     |
| ---- | ------------ | -------------------------------------------------------------------------------- | --------------- | ----------- |
| 2007 | Grammy Award | Best Score Soundtrack Album for Motion Picture, Television or Other Visual Media | Hans Zimmer     | Genomineerd |